# Amphipyra trilineata
Amphipyra trilineata är en fjärilsart som beskrevs av Walker 1865. Amphipyra trilineata ingår i släktet Amphipyra och familjen nattflyn. Inga underarter finns listade i Catalogue of Life.